# Elaeocarpus oblongilimbus
Elaeocarpus oblongilimbus är en tvåhjärtbladig växtart som beskrevs av Hung T. Chang. Elaeocarpus oblongilimbus ingår i släktet Elaeocarpus och familjen Elaeocarpaceae. Inga underarter finns listade i Catalogue of Life.